# Tŕnie
Tŕnie – wieś (obec) na Słowacji położona w kraju bańskobystrzyckim, w powiecie Zwoleń. Pierwsze wzmianki o miejscowości pochodzą z 1393 roku.
Według danych z dnia 31 grudnia 2012 roku, wieś zamieszkiwały 422 osoby, w tym 200 kobiet i 222 mężczyzn.
W 2001 roku rozkład populacji względem narodowości i przynależności etnicznej wyglądał następująco:
- Słowacy – 98,26%
- Romowie – 1,45%
- Węgrzy – 0,29%

Ze względu na wyznawaną religię struktura mieszkańców kształtowała się w 2001 roku następująco:
- Katolicy rzymscy – 90,12%
- Ewangelicy – 1,45%
- Ateiści – 6,69%
- Nie podano – 1,74%